# Loek de Vries
Louis (Loek) de Vries (Assen, 8 juni 1951 is een Nederlands bedrijfsbestuurder. Hij is de bestuursvoorzitter van de Nederlandse onderneming Koninklijke Ten Cate NV.

## Leven en werk
Ir. De Vries studeerde werktuigbouwkunde en bedrijfskunde aan de Technische Universiteit Twente. Hij begon zijn carrière als marketeer bij Wilma Bouw Nederland. In 1986 verruilde hij Wilma Bouw Nederland voor Holec. In 1990 begon hij te werken voor Koninklijke Ten Cate NV als directeur. Na deze positie trad hij in 1998 toe tot de raad van bestuur van de onderneming Ten Cate. Vanaf 2000 is hij bestuursvoorzitter.

## Onderzoek OM
Op 13 september 2007 werd bekend dat het Openbaar Ministerie de bestuursvoorzitter [Loek de Vries] wil vervolgen wegens belastingfraude en oplichting. Loek de Vries zou zich met twee zakenpartners buiten het zicht van de belasting hebben verrijkt aan een dubieuze transactie. Een in problemen geraakt textielbedrijf, Spinnerij Nijverdal, werd in 1996 door de groepsdirecteur Loek de Vries en zijn zakenpartners gekocht - en binnen een paar weken doorverkocht aan Ten Cate, waar Loek de Vries groepsdirecteur was. De winst werd onderling verdeeld